# Округ Кајова (Оклахома)
Округ Кајова (енгл. Kiowa County) је округ у америчкој савезној држави Оклахома.

## Демографија
По попису из 2010. године број становника је 9.446, што је 781 (-7,6%) становника мање него 2000. године.
| Група             | 2000.         | 2010.         |
| Белци             | 8.234 (80,5%) | 7.302 (77,3%) |
| Афроамериканци    | 478 (4,7%)    | 401 (4,2%)    |
| Азијати           | 32 (0,3%)     | 30 (0,3%)     |
| Хиспаноамериканци | 689 (6,7%)    | 832 (8,8%)    |
| Укупно            | 10.227        | 9.446         |